# محله نو ایسین
محله نو ایسین، روستایی در دهستان ایسین بخش مرکزی شهرستان بندرعباس در استان هرمزگان ایران است. این روستا، مرکز دهستان ایسین است.

## جمعیت
بر پایه سرشماری عمومی نفوس و مسکن در سال ۱۳۹۵، جمعیت این روستا برابر با ۲٬۲۵۸ نفر (۶۶۳ خانوار) بوده است.